# Sang d'encre (roman de Galbraith)
Pour les articles homonymes, voir Sang d'encre.
Sang d'encre (titre original : The Ink Black Heart) est un roman policier de Robert Galbraith (nom de plume de la romancière J. K. Rowling) publié en anglais en août 2022. Les éditions Grasset ont publié sa traduction française le 2 mai 2024.
Ce roman est le sixième de la série Les Enquêtes de Cormoran Strike.
Cormoran et Robin enquêtent sur la mort violente d'une jeune femme, coréalisatrice et coscénariste du film d'animation « Sang d'encre », apparemment victime d'un individu paranoïaque et jaloux de son succès.

## Principaux personnages
- Les victimes
  - Edie Ledwell : 30 ans ; coréalisatrice et coscénariste de la série d'animation à succès Sang d'encre.
  - Josh Blay : ancien petit ami d'Edie Ledwell ; coréalisateur et coscénariste de la série d'animation à succès Sang d'encre.
  - X : jeune professeur d'astrophysique.

- Les modérateurs du jeu « Drek's Game »
  - « Anomie » (cocréateur et modérateur)
  - « Morehouse » (cocréateur et modérateur)
  - « Paperwhite »
  - « Vilepechora »
  - « LordDrek »
  - « Demony1 »
  - « Hartella »
  - « Worm28 »

- Les détectives privés
  - Cormoran Strike : détective privé.
  - Robin Ellacott : associée de Cormoran Strike.
  - Pat Chauncey : secrétaire administrative de l'agence de détectives.
  - Sam Barclay : membre de l'agence de détectives.
  - Dev Shah : nouveau collaborateur de l'agence de détectives.
  - Michelle (dite « Midge ») Greenstreet : nouvelle collaboratrice de l'agence de détectives.

- Les suspects
  - Seb Montgomery
  - Oliver Peach
  - Charlie Peach
  - Rachel Ledwell : cousine d'Edie Ledwell.
  - Katya Upcott : agent de Josh.
  - Gus Upcott : fils de Katya Upcott.
  - Yasmin Weatherhead : ancienne employée d'Edie et Josh.

- Autres personnages
  - Madeline Courson-Miles : environ 40 ans, joaillière, nouvelle compagne de Cormoran Strike.
  - Ryan Murphy : policier chargé de l'enquête du meurtre d'Edie Ledwell.

## Résumé
Le roman comprend un prologue, puis 106 chapitres répartis en cinq parties de tailles différentes, et se conclut par un 107e chapitre formant un « Coda ».

### «Prologue»
Chapitres 1 à 4.
On est en novembre 2014. Cormoran Strike a invité Robin Ellacott au Rivoli Bar de l'Hôtel Ritz de Londres pour fêter le trentième anniversaire de la jeune femme. Ils passent ensemble une très bonne soirée et lui offre en cadeau un parfum de prix. Au moment de se séparer, Cormoran tente fugitivement d'embrasser son associée. À moitié ivre, Robin évite instinctivement le baiser (chapitre 1).
L'agence a alors plusieurs affaires en cours : Mme Jones, qui est en conflit avec son mari au sujet de la garde de leur enfant commun ; des vols au domicile d'un milliardaire russo-américain ; Mme Groomer, qui suspecte sa fille de 17 ans d'avoir une liaison avec son propre compagnon de 40 ans (chapitre 2).
À la suite de ce qu'il s'était passé fugacement lors de l'anniversaire de Robin, ni elle ni Cormoran ne revient sur la tentative de baiser. Se sentant repoussé, à l'occasion d'une filature de l'adolescente de l'affaire Groomer, Cormoran entame lors du passage au nouvel an de l’année 2015 une relation avec Madeline Courson-Miles, une vague connaissance de son ancienne fiancée Charlotte Campbell (chapitre 3).
Cormoran a décidé de cacher à Robin cette relation sentimentale. Tout le monde se retrouve au bureau alors que l'année 2015 vient de commencer (chapitre 4).

### Première partie
Chapitres 5 à 14.
Il résulte d'échanges sur internet et d'interviews donnés à des revues spécialisées qu'Edie Ledwell a créé avec Josh Blay (son ancien petit ami) la série de dessins animés à succès Sang d'encre sur YouTube, actuellement adaptée en film par Netflix. Concurremment à cette série, des fans ont créé un jeu multijoueurs « Drek's Game ». L'un de ces créateurs, qui a choisi le pseudonyme d' « Anomie », harcèle Edie Ledwell quand celle-ci a critiqué le jeu, d'abord sur les réseaux sociaux où il a environ 50000 followers, puis directement la jeune femme. Sa hargne et son agressivité ont gagné en intensité au cours des années. Anomie échange avec « Morehouse », cocréateur de « Drek's Game » (chapitre 5).
Edie Ledwell se rend à l'agence de détectives privés de Cormoran et Robin. Elle y rencontre Robin et lui demande d'enquêter sur l'identité d'Anomie, un des deux fans de Sang d'encre qui a créé Drek's Game, le jeu en ligne basé sur le dessin animé. Josh Blay lui a dit qu'il avait reçu un dossier donnant à penser qu'Anomie serait Edie Ledwell elle-même. Edie pense connaître l'identité d'Anomie : Seb Montgomery, un type borderline ami de Josh. Robin communique à Edie les adresses de deux autres agences avec plus d'expérience en cybercriminalité, l'agence Strike n'ayant pas le temps de traiter une nouvelle affaire en ce moment (chapitre 6).
Edie ayant oublié à l'agence des courriels reçus d'Anomie, Robin les lit et en apprend plus sur le harcèlement commis par l'individu. Robin a des rendez-vous pour se trouver un logement plus grand, où elle ne serait pas tenue de vivre avec un colocataire (chapitre 7). Cormoran poursuit sa liaison avec Madeline (chapitre 8). Les échanges sur les réseaux sociaux montrent que la hargne d'Anomie à l'égard d'Edie Ledwell augmente (chapitre 9).
À la suite de la réunion hebdomadaire des membres de l'agence le 12 février 2015, où les développements des trois affaire suivies par l'agence sont évoqués, Robin a un choc : elle apprend par un site d'information en continu l'assassinat d'Edie Ledwell : Josh et elle ont été poignardés au cimetière de Highgate, à l'endroit même où la série animée Sand d'encre se déroule. Edie est morte tandis que Josh est dans le coma (chapitre 10). Sur les réseaux sociaux, Anomie se félicite de cette mort (chapitre 11).
Un peu plus tard, le producteur de film cherchant à adapter Sang d'encre demande à l'agence de Cormoran et Robin d'enquêter sur l'identité d'Anomie. Ces derniers acceptent, se sentant un peu mal de ne pas avoir accepté la demande d'Edit avant s on assassinat. Après avoir embauché un détective supplémentaire, ils enquêtent sur diverses personnes associées au dessin animé et au collectif d'artistes North Grove. Une grande partie des investigations se déroulent en ligne, les détectives enquêtant sur les abus d'Anomie et sur une autre personnalité, le Justicier numérique, qui a critiqué le dessin animé comme étant raciste, capacitiste et transphobe. Ils enquêtent également sur Drek's Game, dans lequel Anomie avoue ouvertement le meurtre d'Edie Ledwell, ce qui est vu comme une blague par les autres modérateurs, y compris Morehouse qui a créé le jeu avec Anomie. Deux modérateurs semblent être associés au Halvening, le groupe d'extrême droite qui a constitué le dossier avec de fausses preuves dévoilant qu'Anomie serait Edie Ledwell. Ce groupe est le principal suspect de la police concernant le meurtre d'Edie.

### Deuxième partie
Chapitres 15 à 37.
Robin Ellacott accède au jeu et devient un joueur actif. Robin et Cormoran tentent d'éliminer les suspects potentiels en effectuant une surveillance physique afin de voir qui ne peut pas être actif en ligne au moment où Anomie envoie des messages dans le jeu. 
L'agence reçoit des appels téléphoniques demandant d'exhumer le corps d'Edie afin d'ouvrir les deux lettres enterrées avec elle. Dans le jeu, Morehouse et Paperwhite, un autre modérateur, semblent avoir une relation, Paperwhite ayant envoyé à Morehouse une photo un peu dénudée après l'avoir envoyée à Anomie par erreur.

### Troisième partie
Chapitres 38 à 57.
Après avoir quitté le Comic Con où Robin a interviewé Yasmin Weatherhead, une ancienne employée d'Edie et Josh, Cormoran et Robin décident de suivre un individu suspect, mais soudain un homme déguisé en Batman pousse cette homme sur les rails à l'approche d'un train. Après que Robin ait aidé à lui sauver la vie, la photo de la détective apparaît dans les journaux. Il est révélé qu'elle a sauvé Oliver Peach, le modérateur connu sous le nom de Vilepechora dans le jeu Drek's Game et membre du Halvening. Dans le jeu, Anomie avoue ce crime au frère d'Oliver, un autre modérateur appelé LordDrek, avant de le bannir du jeu en compagnie de Vilepechora. Peu de temps après, un colis piégé endommage le bureau de l'agence mais sans blesser personne. La publicité autour de ces évènements amène Morehouse à discuter avec Paperwhite sur la possibilité d'aller tout dévoiler aux deux détectives privés. Dans le jeu, Robin discute avec le modérateur Demony1 et découvre qu'il s'agit de la cousine d'Edie, Rachel Ledwell. Elle est en mesure de fournir l'identité de Morehouse — un jeune professeur d'astrophysique — et à la suite de cette divulgation, Cormoran et Robin décident d'aller interroger Morehouse, mais ils trouvent son cadavre dans son appartement à Cambridge, la gorge tranchée.

### Quatrième partie
Chapitres 58 à 84.
Plus tard, Cormoran interroge Yasmin et découvre qu'elle a fait l'objet d'un chantage de la part d'Anomie pour qu'elle prenne sa place dans le jeu à plusieurs reprises, rendant ainsi caduque une grande partie de leur travail visant à éliminer les suspects. Robin parvient à convaincre Demony1 de lui donner la photo envoyée par Paperwhite à Anomie, photo qui qu'Anomie avait ensuite envoyée à tous les modérateurs qu'elle pensait être de sexe masculin. Robin réussit à retrouver la fille de la photo et cela la mène jusqu'à un étudiant en art de Glasgow. Cormoran et Robin découvrent alors que Paperwhite était un compte faux-nez contrôlé par Anomie pour garder un œil sur Morehouse et les autres modérateurs. 
Robin reçoit alors un appel téléphonique d'une personne qui menace de la tuer. Cormoran se rend compte que l'oncle d'Edie n'a pas enterré la lettre de Josh avec Edie. Ce dernier leur avoue avoir lu la lettre et devant les abus misogynes qu'il y avait découverts, il avait refusé de la placer dans le cercueil de sa nièce. Les deux détectives en déduisent que quelqu'un ayant accès à Katya Upcott, l'agent de Josh qui a écrit la lettre dictée par Josh, a remplacé la lettre originale.

### Cinquième partie
Chapitres 85 à 106.
Peu de temps après, alors que Robin cherche à joindre Katya, Flavia Upcott, la fille de celle-ci, décroche et appelle à l'aide. Cormoran et Robin appelle la police et se rende aux plus vite au domicile de la famille Upcott, où Gus, le fils de Katya, paralyse Strike avec un taser et lui donne un coup de machette dans un poumon. 
Robin déclenche une alarme de viol avant de s'enfuir à l'étage, où elle découvre le cadavre du père de Gus. 
Gus, brandissant une machette, la poursuit jusqu'à ce qu'il soit distrait par des voisins alertés par l'alarme de Robin, lui permettant de le frapper à l'arrière de la tête et ainsi de permettre son arrestation.

### «Coda»
Chapitre 107.
À l'hôpital, Cormoran dévoile à Robin que son nom a été ajouté sur la porte du bureau, ce qui déclenche les pleurs de la détective. Il lui dit aussi avoir rompu avec Madeline. Robin, qui pensait qu'il sortait toujours avec elle, révèle qu'elle a accepté un rendez-vous avec l'officier Ryan Murphy qui s'est occupé de l'affaire Anomie et qu'ils ont rencontré à plusieurs reprises. Après le départ de Robin, Cormoran pense qu'il a peut-être laisser passer sa chance de sortir avec Robin.

## Adaptation à la télévision
Le roman forme la saison 6 de la série C.B. Strike.
Les épisodes ont été diffusés au Royaume-Uni en décembre 2024.